# Villa Clementine

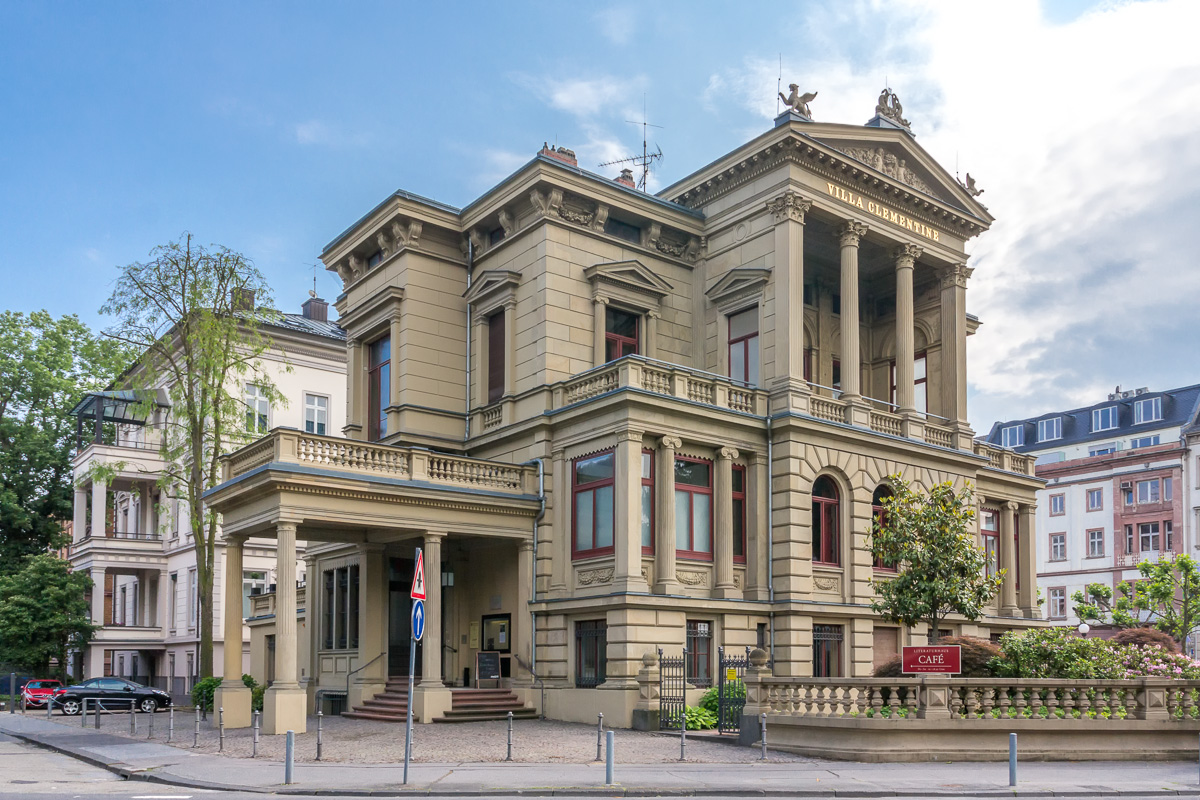
Villa Clementine

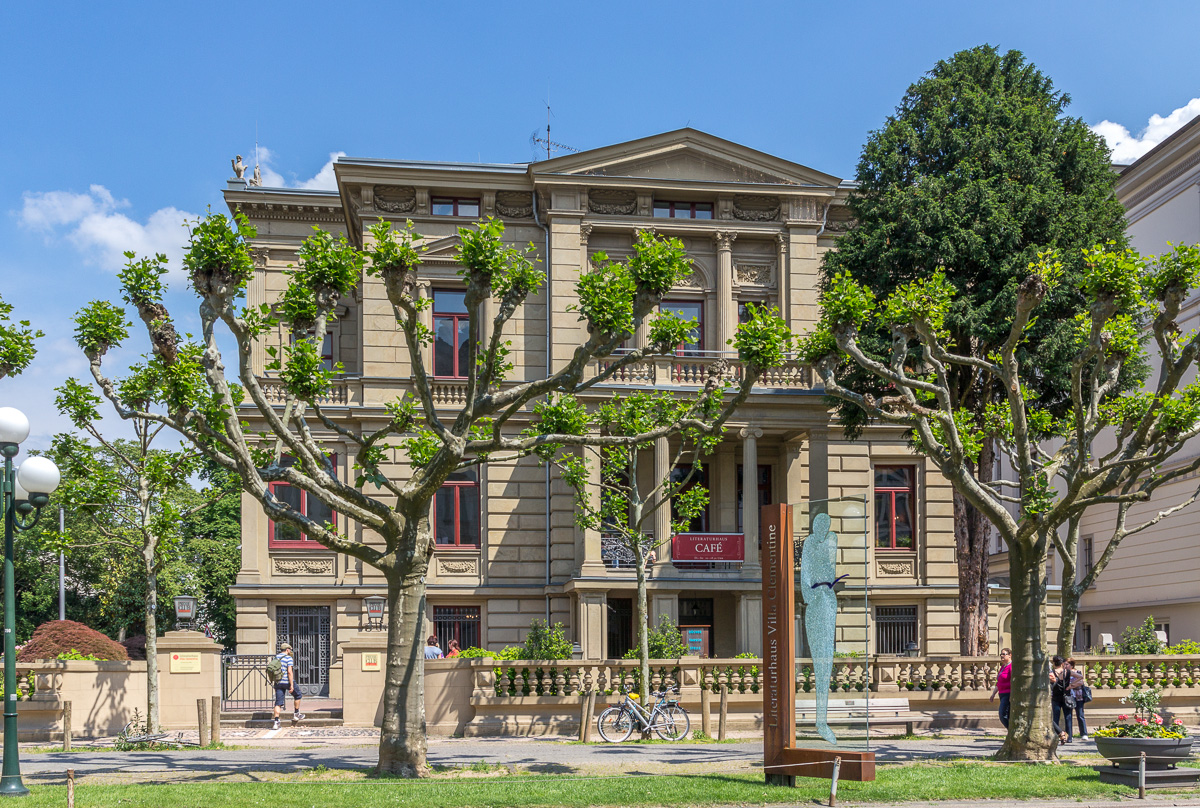
Villa Clementine, von der Wilhelmstraße gesehen

Die Villa Clementine ist eine Villa im Stil des Historismus in Wiesbaden.

## Geschichte
Sie wurde 1878–1882 vom Architekten Georg Friedrich Fürstchen für den Mainzer Unternehmer Ernst Meyer erbaut. Meyer kaufte das Grundstück an der Ecke Wilhelmstraße / Frankfurter Straße 1877 für seine Frau Clementine, die allerdings kurz vor der Fertigstellung der nach ihr benannten Villa starb. Im Jahr 1888 stand die Villa im Blickpunkt der Weltöffentlichkeit, als hier der Wiesbadener Prinzenraub stattfand. Meyer verkaufte den Bau mit seinen römisch-pompejianischen Elementen 1890.
1960 kam sie in den Besitz der Stadt Wiesbaden. Bald darauf gab es stadtplanerische Überlegungen, die Villa für eine Planung im Sinn der autogerechten Stadt abzubrechen. 1965 sah der damalige Planungsbeauftragte Ernst May vor, an ihrer Stelle eine U-Bahn-Station zu bauen. Diese Pläne wurden aufgegeben; 1973 beschloss die Stadt, die Villa für kulturelle Zwecke zu nutzen.
1978 drehte der Hessische Rundfunk dort Teile der elfteiligen Verfilmung von Thomas Manns Buddenbrooks. Seit Anfang des 21. Jahrhunderts wird die Villa für Veranstaltungen genutzt, dient als Literaturhaus und ist Sitz des Wiesbadener Presseclubs. Im Obergeschoss befindet sich das Café der Villa Clementine. Sowohl im Blauen Salon des Cafés als auch im Garten stehen öffentliche Bücherschränke.